# Несъёган
Несъёган (уст. Несь-Юган) — река в Шурышкарском районе Ямало-Ненецкого АО. Устье реки находится в 89 км по правому берегу реки Сыня, напротив села Овгорт. Длина реки составляет 163 км, площадь водосборного бассейна — 2700 км².
Притоки:
- в 19 км по левому берегу — Муёган
- в 37 км по правому берегу — Мухотсоим
- в 44 км по правому берегу — Омрасьёган
- в 54 км по левому берегу — Ай-Тэллаёган и Ун-Тэллаёган
- в 66 км по правому берегу — Няръёган
- в 73 км по правому берегу — Катвайёган
- в 128 км по левому берегу — Клеващей

## Данные водного реестра
По данным государственного водного реестра России относится к Нижнеобскому бассейновому округу, водохозяйственный участок реки — Обь от впадения реки Северная Сосьва до города Салехард, речной подбассейн реки — бассейны притоков Оби ниже впадения Северной Сосьвы. Речной бассейн реки — (Нижняя) Обь от впадения Иртыша.
Код объекта в государственном водном реестре — 15020300112115300030350.